# Peggy Dern
Peggy Dern é o mais conhecido pseudônimo de Erolie Pearl Gaddis (Gaddistown, Geórgia, Estados Unidos, 5 de março de 1895 — Tucker, Geórgia, Estados Unidos, 14 de junho de 1966), escritora estadunidense. Ao lado do também conhecido pseudônimo Peggy Gaddis, usou vários outros, tais como Gail Jordan, Perry Lindsay, Joan Tucker, John Tucker, Joan Sherman, Georgia Craig, James Clayford, Carolina Lee, Roberta Courtland, Martha Knowles, Luther Gordon, Sylvia Erskine, Gerald Foster. O uso de tantos pseudônimos pode ter contribuído para a grande controvérsia sobre a verdadeira bibliografia da escritora, até hoje cercada de dúvidas..

## Carreira literária
Erolie casou com John Sherman Dern em 1931, e o pseudônimo Peggy Dern adotado por ela é decorrente desse fato. De acordo com autores contemporâneos, sua carreira girava em torno do entretenimento e, apesar de alegar ter aparecido no palco e em filmes como atriz, não há nenhuma prova desse trabalho. Ela editou em revistas e jornais, presumivelmente nos anos 20 do Século XX, e mais tarde publicou seus romances em revistas, porém há pouca documentação sobre o fato.
Por trinta anos, Peggy escreveu romances tradicionais, quase inteiramente para uma única editora, a Arcadia House, em especial romances sobre enfermeiras. Na década de 1930 ela escreveu para a William Godwin, Inc. e em 1940 para a Phoenix Press.
Em 1951, o formato tradicional de livro “capa dura” foi abandonado pelos editores, e encontrado uma nova forma, mais popular e de maior acessibilidade, os livros de bolso. Os editores que sobreviveram a essa mudança se deslocaram para o estilo pornô, porém grande parte dos autores antigos, entre eles Peggy Gaddis, decidiu não seguir nessa direção. No entanto, na década de 1960, a Arcadia House pressentiu uma nova audiência em massa para seus romances, especialmente os romances de enfermeira, e vários romances de Gaddis foram reimpressos, alguns deles várias vezes, sob diversos títulos e autorias, de forma que, até hoje, há muita dúvida sobre tais livros serem ou não de Gaddis.
Peggy Gaddis faleceu em 14 de Junho de 1966. Por vários anos seus romances continuaram a ser reimpressos, mas por meados da década de 1970 o gosto pelos romances havia mudado e seu trabalho gradualmente desapareceu na obscuridade. Um número de suas obras têm sido reimpressas nos últimos anos, mas isso não conseguiu produzir um renascimento do interesse no seu trabalho, e ela nunca se tornou uma autora "cult".
A lista de suas obras principais tem 283 diferentes títulos, e há ainda outros cercados de controvérsias sobre a autoria.

## Lista parcial de obras
- The Affairs of a Country Girl, Gail Jordan, Cameo, 1952 (Country Girl, 1954)
- The April Heart, Peggy Dern; Arcadia, 1959
- As Good As Married, Perry Lindsay, Phoenix, 1945
- At Granada Court, Peggy Dern, Arcadia, 1959, Wright Brown (UK), 1960 (Karen, Valentine, s.d.)
- At Ruby's Place, Joan Tucker, Cameo, 1952 (Waterfront Club, 1954), também em1956, como John Tucker, pela Venus
- The Babe in Arms, Perry Lindsay, Phoenix, 1943
- Back Home, Peggy Gaddis, Arcadia, 1950. Também pela Manor, Star (Austrália) e  5-Star (UK), 1972 (ou como “Reaching Out for Love”, Large Print, 1996)
- Backwoods Girl, Peggy Gaddis; Venus, 1954
- Bayou Nurse, Peggy Gaddis, Arcadia, 1964
- Beauty to Burn, Peggy Gaddis, Godwin, 1937
- Beloved Intruder, Peggy Dern, Arcadia, 1958
- Betsy Moran, Peggy Dern, Arcadia, 1964
- Beware of Romance, Roberta Courtland, Gramercy, 1948
- Coast Guard Girl, Georgia Craig, Arcadia, 1945
- Courtesan, Joan Sherman, Godwin, 1936 (publicado como Lulie, pela Handi-Book, 1949)
- Eileen Duggan, Peggy Gaddis, Arcadia, 1952
- Goodbye, My Heart, Peggy Dern, Arcadia, 1941
- Marriage Can Wait, James Clayford, Quarter, 1949
- Shanty Girl, Joan Tucker, Venus, 1953
- Satan's Gal, Carolina Lee, Handi, 1950
- Show Boat Girl, Roberta Courtland, Gramercy, 1940
- The Girl Next Door, Peggy Gaddis, Arcadia, 1949
- The Marryin'Kind, Roberta Courtland, Gramercy, 1947
- Young Doctor Merry, Peggy Gaddis, Arcadia, 1944
- Young Nurse, Sylvia Erskine, Cameo, 1952
- Wings on Her Heart, Roberta Courtland, Gramercy, 1942
- Winter Circus, Peggy Dern, Arcadia, 1943

## Traduções em língua portuguesa
- Adeus, coração[5] (“Goodbye my heart”), volume 104 da Coleção Biblioteca das Moças, pela Companhia Editora Nacional, trad. J. Carvalho, única edição em 1942[6]. Publicado sob o pseudônimo Peggy Dern.
- Romance no Circo, ("Winter circus") Editora Saraiva, Coleção Rosa, nº 3. Publicado sob o pseudônimo Peggy Dern.
- Lar... Feito Céu , Editora Cupolo, Coleção Primavera (Para moças), tradução Luciana Finzi, sem data, mas consta que em 15.06.1946, já foi oferecido como prêmio em um concurso literário, logo é anterior a esta data [7] Publicado sob o pseudônimo Peggy Dern.
- A Ninfa Relutante Lulie (“Courtesan”), Editora Pallas, 1975. Publicado sob o pseudônimo Peggy Gaddis.
- Tudo que peço da vida (“Young Doctor Merry”), Editora Saraiva, Coleção Rosa, nº 6, tradução de Maslowa Gomes Venturi. Publicado sob o pseudônimo Peggy Gaddis.
- Não há maior amor (“The girl next door”), Editora Saraiva, Coleção Rosa, nº 11, 1951, tradução Nair Lacerda. Publicado sob o pseudônimo Peggy Gaddis.
- As leis do coração (“Eileen Duggan”), Editora Saraiva, Coleção Rosa, nº 56, 1955, tradução de Lygia Michel Kouri. Publicado sob o pseudônimo Peggy Gaddis.
- O marido ideal (“The marryin'kind”), Editora Saraiva, Coleção Rosa, nº 14, 1950, tradução de Octávio Mendes Cajado. Publicado sob o pseudônimo Roberta Courtland.